# دين هولدسورث
دين كريستوفر هولدسورث (بالإنجليزية: Dean Holdsworth)‏ هو لاعب كرة قدم إنجليزي محترف ومدربا سابقا. لعب كمهاجم في واتفورد.

## حياته
بدأ حياته المهنية في واتفورد في عام 1986، حيث أمضى ثلاث سنوات قبل التوقيع مع برينتفورد، بعد فترة إعارة قصيرة. أعقب ذلك ثلاث سنوات ناجحة للغاية قبل أن يوقعه ويمبلدون في عام 1992. بعد فترة خمس سنوات مثيرة للإعجاب انتقل إلى بولتون واندرارز. أمضى ست سنوات في بولتون، قبل أن ينضم في عام 2003 إلى كوفنتري سيتي ورشدين آند دايموندز ثم عاد إلى ويمبلدون. في عام 2004، وقع مع Havant &amp; Waterlooville، حيث أمضى موسمًا واحدًا قبل أن ينضم إلى ديربي كاونتي كلاعب - مساعد مدير. في عام 2006، انسحب من دوري كرة القدم للمرة الأخيرة، وانضم إلى ويموث. اتبعت فترات قصيرة في Heybridge Swift وCambridge United وNewport County.
بدأت حياته المهنية الإدارية في ريدبريدج في عام 2007. بعد موسم واحد هناك تولى زمام الأمور في مقاطعة نيوبورت. في موسمه الثاني مع النادي أخذهم إلى لقب كونفرنس الجنوب برصيد 28 نقطة. في يناير 2011، قام بتغيير الأندية لتولي مسؤولية فريق الدوري الثاني ألدرشوت تاون حتى إقالته في فبراير 2013. تولى المسؤولية في تشيلمسفورد سيتي في مايو 2013، قبل أن يستقيل بعد خمسة أشهر. عاد إلى الإدارة لمدة خمسة أشهر مع بولتون واندررز في يونيو 2015. في مارس 2016، قاد كونسورتيوم لشراء بولتون واندررز.